# (309227) Tsukiko
(309227) Tsukiko est un astéroïde de la ceinture principale.

## Description
(309227) Tsukiko est un astéroïde de la ceinture principale. Il fut découvert le 16 août 2007 à San Marcello Pistoiese par Fabio Dolfi et Michele Mazzucato. Il présente une orbite caractérisée par un demi-grand axe de 2,33 UA, une excentricité de 0,23 et une inclinaison de 3,0° par rapport à l'écliptique.

## Compléments